# Penny Mickelbury
Penny Mickelbury (nascida em 1948) é uma dramaturga afro-americana, contista, escritora de séries de mistério e romancista histórica que trabalhou como jornalista impressa e televisiva por dez anos antes de se concentrar na escrita de ficção. Depois de deixar o jornalismo, ela ensinou ficção e roteiro em Los Angeles e viu duas de suas peças ( Waiting for Gabriel e Hush Now ) serem produzidas lá. Ela começou a escrever romances policiais com Keeping Secrets, publicado pela Naiad Press em 1994, no primeiro de uma série com Gianna Maglione, uma chefe lésbica de uma unidade de crimes de ódio com sede em Washington DC e sua amante 'Mimi Patterson', uma jornalista. Sua segunda série de quatro livros apresenta Carole Ann Gibson, uma advogada de Washington DC, que fica viúva no primeiro livro e posteriormente dirige uma agência de investigação com Jake Graham, o detetive que investigou a morte de seu marido. Sua terceira série apresenta Phil Rodriguez, um investigador particular porto-riquenho no Lower Easter Side da cidade de Nova York. Mickelbury também escreveu coleções de contos e romances históricos destacando a experiência negra na América.

## Peças selecionadas
- Time Out (produzido em 1989)
- Waiting for Gabriel (produzido em 1991, reencenado em 2000)
- Túnicas quentes de lembrança (1993)
- Hush Now (produzido em 2000)

## Romances, contos e antologias

### Romances de Gianna Maglione
- Mantendo segredos: um mistério de Gianna Maglione, Naiad Press, 1994
- Nights Songs: a Gianna Maglione Mystery, Naiad Press, 1995
- Notas de amor, Naiad Press, 2002
- A Descendência das Trevas, 2005
- Ecos da Morte, Bywater Books, 2018
- Você não pode morrer senão uma vez, Bywater Books, 2020

### Romances de Carole Ann Gibson
- É preciso esperar, Simon & Schuster, 1998
- Onde Escolher, Simon & Schuster, 1999
- O Passo Entre, Simon & Schuster, 2000
- Paraíso Interrompido, Simon & Schuster, 2001

### Romances de Phil Rodriguez
- Duas sepulturas cavadas, Five Star Press, 2005
- A Murder Too Close, Five Star Press, 2008

### Romances históricos
- Belle City, Whitepoint Press, 2014
- Duas asas para voar, Bywater Books, 2019

### Coletâneas de contos
- Essa parte do meu rosto: contos, 2016
- A vontade de Deus e outras mentiras: histórias, BLF Press, 2019

### Antologias
Histórias incluídas em:
- A Náiade Misteriosa, ed. Grier e Forrest, Naiad, 1994
- Spooks, Spies and Private Eyes: Black Mystery, Crime and Suspense Fiction, ed. Paula L. Woods, Doubleday, 1995
- Shades of Black: Crime and Mystery Stories by African-American Authors, ed. Eleanor Taylor Bland, Berkley Prime Crime Press, 2004
- Send My Love and a Molotov Cocktail, Gary Phillips e Andrea Gibbons, editores), PM Press, 2011

## Prêmios e reconhecimento
- Finalista do Lambda Literary Award de 1995, Night Songs, Naiad
- 1998 Residência no Hedgebrook Women Writers Retreat
- 2001 Golden Pen Award, National Black Writer's Alliance, por Paradise Interrupted
- 2001 Prix du Roman d'Adventures de Les Éditions du Masque para a série de mistério Carole Ann Gibson
- 2003 Audre Lorde Estate Grant
- 2005 Finalista Literário Lambda, Darkness Descending, Kings Crossing
- Palestrante especial de 2017 na conferência Golden Crown Literary Society [1]
- 2019 Introduzido com o Washington Post Metro Seven no Hall da Fama da Associação Nacional de Jornalistas Negros
- Finalista do Golden Crown Literary Award 2019, Death's Echoes, Bywater Books
- 2019 Independent Book Publisher Award, vencedor de bronze, Death's Echoes, Bywater Books
- Finalista do Golden Crown Literary Award 2020, Two Wings to Fly Away, Bywater Books
- Prêmio Alice B 2020 e medalha por conquistas na carreira